# Ernest Adam

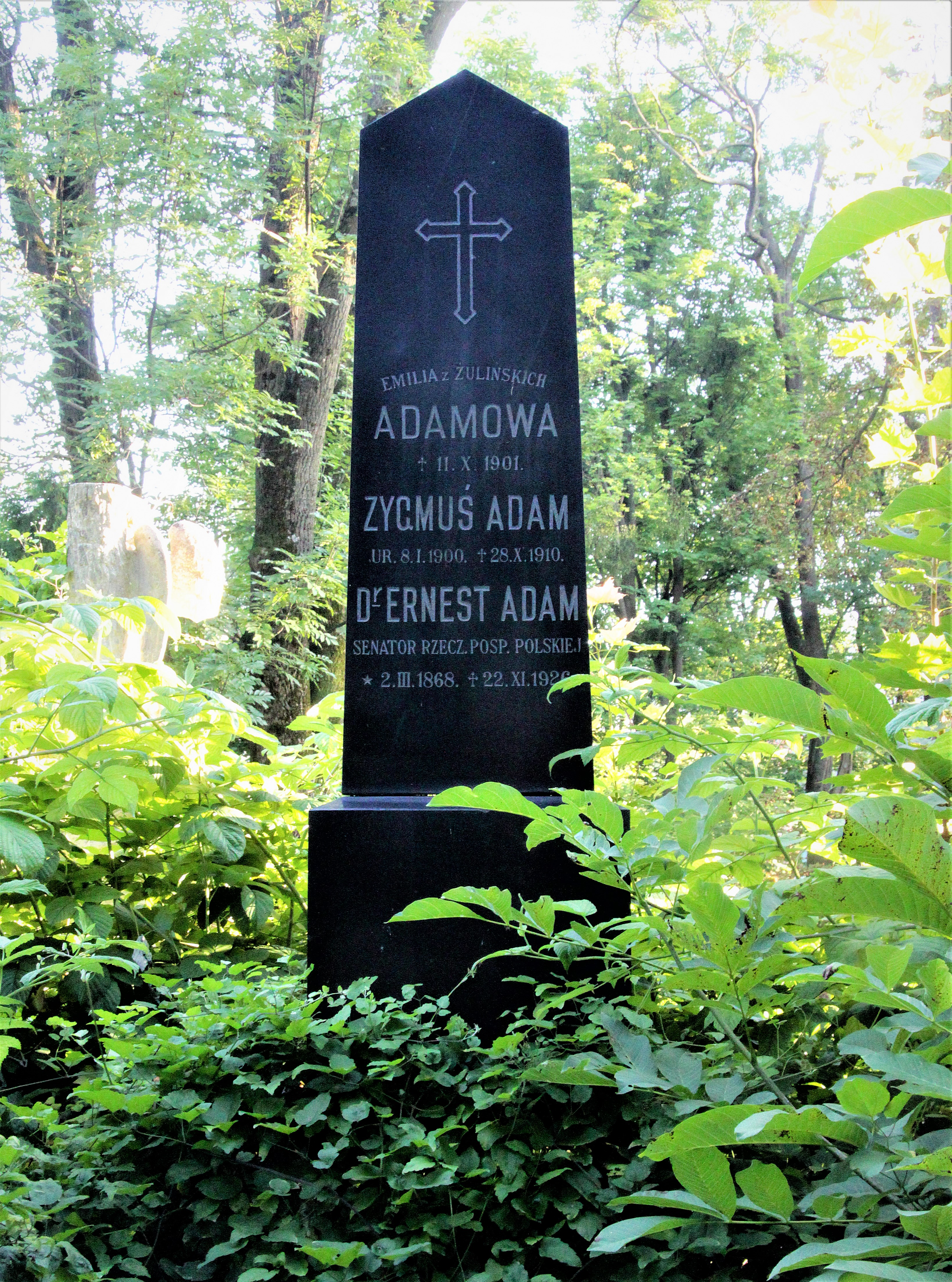

Ernest Adam (ur. 2 marca 1868 we Lwowie, zm. 22 listopada 1926 tamże) – polski prawnik, finansista, polityk.

## Życiorys
Ukończył w latach 1878 do 1886 Gimnazjum im. Franciszka Józefa. Studiował prawo na Uniwersytecie Lwowskim oraz w Krakowie na Uniwersytecie Jagiellońskim, uzyskując tamże tytuł doktora prawa 20 lipca 1894. W latach 1889–1890 był prezesem Lwowskiej Czytelni Akademickiej, działaczem Sokoła oraz prezesem Zetu na Galicję Wschodnią. W 1892 był jednym z założycieli Towarzystwa Szkoły Ludowej, jednym z autorów jego statutu, wiceprezes, w latach 1920–1926 prezesem TSL i otrzymał tytuł członka honorowego.
Członek korespondent Towarzystwa Muzeum Narodowego Polskiego w Rapperswilu od 1895 roku. W latach 1896–1898 był redaktorem „Przeglądu Wszechpolskiego”, a od 1902 członkiem redakcji Słowa Polskiego we Lwowie. W latach 1896–1906 pełnił funkcję sekretarza Izby Handlowej i Przemysłowej we Lwowie. Według stanu z 1914 był członkiem rady nadzorczej Własnego Galicyjskiego Zakładu Kredytowego Krajowego Związku Zdrojowisk i Uzdrowisk we Lwowie. Był członkiem Ligi Narodowej, a w latach 1905–1915, 1918–1926 przedstawicielem endecji w Radzie Miejskiej Lwowa.
W 1908 został posłem do Sejmu Krajowego IX kadencji z okręgu Lwów, mandat poselski miał pełnić również w czasie posiedzeń X kadencji Sejmu przerwanej jednak w 1914 po wybuchu I wojny światowej. Członek Komitetu Obywatelskiego i Polskiego Komitetu Narodowego we Lwowie w listopadzie 1918 roku. 24 listopada 1918 Ernest Adam został członkiem polskiego Tymczasowego Komitetu Rządzącego podczas obrony Lwowa, a następnie w styczniu 1919 posłem do Sejmu Ustawodawczego. W tym samym roku powierzono mu również funkcję prezesa Polskiej Kasy Pożyczkowej, którą pełnił przez 1 rok. W latach 1922–1926 był senatorem I kadencji Senatu II RP wybrany jako reprezentant koalicji Chrześcijańskiego Związku Jedności Narodowej, który do senatu wprowadził w tych wyborach 48 senatorów. Zmarł 8 miesięcy przed końcem kadencji we Lwowie, został pochowany na cmentarzu Łyczakowskim.